# Первомайское (Ленинский район)
Первомайское (также Труд Крестьянина; укр. Первомайське, крымскотат. Pervomayskoe, Первомайское) — исчезнувшее село в Ленинском районе Республики Крым, располагавшееся в восточной части района и Керченского полуострова, присоединённое к пгт Багерово.

## История
В 1940 году, в связи с созданием Багеровского полигона, жители сёл, располагавшихся на его территории, были переселены во вновь созданное селение Труд Крестьянина, которому позже присвоили название Первомайское
В 1944 году, после освобождения Крыма от фашистов, 12 августа того же года было принято постановление № ГОКО-6372с «О переселении колхозников в районы Крыма» и в сентябре того же года в село приехали первые переселенцы, 204 семьи из Тамбовской области, а в начале 1950-х годов последовала вторая волна переселенцев. С 1954 года местами наиболее массового набора населения стали различные области Украины. С 25 июня 1946 года село в составе Крымской области РСФСР, а 26 апреля 1954 года Крымская область была передана из состава РСФСР в состав УССР. Время включения в Багеровский поссовет пока не установлено: на 15 июня 1960 года Первомайское уже числилось в его составе. В том же году Первомайское присоединили к Багерово (согласно справочнику «Крымская область. Административно-территориальное деление на 1 января 1968 года» — с 1954 по 1968 годы), сейчас, примерно, южная часть посёлка.